# Cyclodiscus (protista)
Cyclodiscus es un género de foraminífero bentónico considerado un sinónimo posterior de Discorbis de la familia Discorbidae, de la superfamilia Discorboidea, del suborden Rotaliina y del orden Rotaliida. Su especie tipo era Discorbites vesicularis. Su rango cronoestratigráfico abarcaba el Holoceno.

## Clasificación
Cyclodiscus incluye a la siguiente especie:
- Cyclodiscus vesicularis